# Isla El Requesón
Isla El Requesón är en ö i Mexiko. Den ligger i viken Bahía Concepción och tillhör kommunen Mulegé i delstaten Baja California Sur, i den västra delen av landet. Isla El Requesón har en area på 0,15 kvadratkilometer.